# Kortelissy
Kortelissy (ukrainisch Кортеліси, russisch Кортелесы Kortelessy, polnisch Kortelisy) ist ein Dorf in der Oblast Wolhynien in der Ukraine mit etwa 1200 Einwohnern.

## Geographische Lage
Die Ortschaft liegt im Norden des Rajons Kowel nahe der belarussischen Grenze auf einer Höhe von 150 m. Sie befindet sich 25 km nördlich vom ehemaligen Rajonzentrum Ratne und etwa 150 km nördlich vom Oblastzentrum Luzk. Durch das Dorf verläuft die Territorialstraße T–03–04.

## Geschichte
Kortelissy wurden im Jahr 1500 erstmals urkundlich erwähnt und lag zu dieser Zeit im Großfürstentum Litauen. Nach der Realunion von 1569 wurde das Dorf Teil von Polen-Litauen und verblieb dort bis zur dritten Teilung Polens 1795, bei der es, als Teil Westwolhyniens an den russischen Staat kam. Nach dem russischen Bürgerkrieg und dem Polnisch-Sowjetischen Krieg wurde die Ortschaft Teil der Woiwodschaft Wolhynien innerhalb der Zweiten Polnischen Republik. Nach der Sowjetischen Besetzung Ostpolens im September 1939 wurde sie Bestandteil der Ukrainischen SSR innerhalb der Sowjetunion, bis sie zu Beginn des Deutsch-Sowjetischen Kriegs am 28. Juni 1941 von der Wehrmacht okkupiert wurde.
Deutsche Einheiten brachten noch im selben Jahr die rund 40 im Ort lebenden jüdischen Familien in das Ghetto von Ratno, wo man sie ermordete. Nach einigen Monaten versammelten deutsche Einheiten sämtliche Bewohner auf dem Marktplatz des Dorfes und drohten ihnen an, sie alle zu erschießen, falls sie weiterhin Partisanen unterstützen würden. Zwei Familien richtete man zur Abschreckung hin. Schließlich wurden am 23. September 1942 alle Bewohner des Dorfes von deutschen Besatzungstruppen, darunter die Polizeikompanie Nürnberg, und ukrainischen Kollaborateuren auf dem zentralen Platz zusammengetrieben. Bei der Massenerschießung starben 2875 Menschen, darunter 1620 Kinder. Anschließend wurden 715 Häuser niedergebrannt. Der Grund für das Massaker war, dass in der Nähe ein kleinerer sowjetischer Partisanentrupp aktiv war, der zuvor einen deutschen Soldaten und einige lokale Polizeikräfte getötet hatte. Bis zur Befreiung durch die Roten Armee am 18. Juni 1944 blieb das Dorf unbewohnt.
Nach dem Krieg wurde das Dorf wiederaufgebaut und kam erneut an die Ukrainische SSR. Im Jahr 1980 wurde in Kortelissy ein kleines historisches Museum mit einer dem Massaker gewidmeten Dauerausstellung eröffnet. 1981 hat der ukrainische Schriftsteller Wolodymyr Jaworiwskyj das Buch „Das ewige Kortelissy“ (Вічні Кортеліси) geschrieben, für das er den staatlichen Taras-Schewtschenko-Preis erhalten hat. Nach dem Zerfall der Sowjetunion 1991 wurde das Dorf Teil der nun unabhängigen Ukraine.

## Verwaltungsgliederung
Am 12. Juni 2020 wurde das Dorf ein Teil der Siedlungsgemeinde Ratne, bis dahin bildete das Dorf zusammen mit den Dörfern Sapokiwne (Запоківне) und Kossyzi (Косиці) die gleichnamige Landratsgemeinde Kortelissy (Кортеліська сільська рада/Korteliska silska rada) im Norden des Rajons Ratne.
Am 17. Juli 2020 wurde der Ort Teil des Rajons Kowel.